# Snappy
Snappy, anciennement nommé Zippy, est une bibliothèque libre (Licence BSD Modifiée) de compression et décompression rapide basée sur les concepts de LZ77 et développé par Google. Il a été conçu pour être très rapide et très stable, mais pas pour obtenir un fort taux de compression. La vitesse de compression est de 250 Mio/s et la vitesse de décompression de 500 Mio/s, utilisant un seul thread sur un processeur Intel Core i7 64-bit. Le taux de compression est de 20 à 100 % plus bas que gzip.
Snappy est très largement utilisé dans les projets de Google tels que BigTable, MapReduce, et la compression de RPC. La décompression est testée pour détecter d'éventuelles erreurs dans le flux de compression. Snappy n'utilise pas de code assembleur et est portable, mais il est optimisé pour les architectures de type 64 bit, little-endian, originellement, x86_64.
Il est également utilisé par les systèmes de fichier Btrfs et LessFS, utilisés avec le noyau Linux.